# Sojuz MS-23
Sojuz MS-23 è stato un volo astronautico verso la Stazione Spaziale Internazionale (ISS) e parte del programma Sojuz, ed il 151° volo con equipaggio della navetta Sojuz dal primo volo avvenuto nel 1967. L'equipaggio formato dal comandante Oleg Kononenko e dagli ingegneri di volo Nikolaj Čub e Loral O'Hara sarebbe dovuto partire a marzo 2023 dal Cosmodromo di Bajkonur per raggiungere la Stazione Spaziale Internazionale e prendere parte alla missione di lunga durata Expedition 69. Il danneggiamento della navetta Sojuz MS-22 ha richiesto l'invio di una nuova Sojuz senza equipaggio per riportare a Terra l'astronauta Francisco Rubio e i cosmonauti Dmitrij Petelin e Sergej Prokop'ev. La Sojuz MS-23 è stata lanciata dal Cosmodromo di Bajkonur il 24 febbraio alle 00:24 UTC e ha raggiunto la stazione spaziale internazionale il 26 febbraio.

## Missione

### Nuova missione
Il danneggiamento del radiatore esterno della navetta Sojuz MS-22, dovuto all'impatto con un micrometeorite o un detrito spaziale a dicembre 2022 ha costretto i responsabili a ripianificare la missione. La Sojuz MS-22 è stata giudicata non sicura per il rientro dell'equipaggio, quindi il 24 febbraio 2023 è stata lanciata la navetta Sojuz MS-23 senza equipaggio per il rientro a Terra dell'astronauta Francisco Rubio e dei cosmonauti Petelin e Prokop'ev.
Fino all'arrivo della navetta MS-23 alla stazione spaziale, era stato preso in considerazione l'impiego della navetta Crew Dragon della missione Crew-5 per il rientro dell'equipaggio della MS-22. La Crew Dragon infatti può ospitare fino a sette membri dell'equipaggio. Per questo motivo, il team di gestione della missione dell'ISS ha spostato il rivestimento del sedile (personalizzato per ogni astronauta) dalla navetta MS-22 alla Crew Dragon Endurance. Se fosse stato necessario, la navetta della missione Crew-6 sarebbe stata impiegata come mezzo di emergenza per l'equipaggio della Crew-5. 
Il 26 febbraio la navetta MS-23 è giunta sulla stazione spaziale, e il rivestimento del sedile di Rubio è stato trasferito sulla nuova Sojuz, assieme a quelli dei cosmonauti Petelin e Prokop'ev.La Sojuz MS-22 verrà fatta rientrare a Terra senza equipaggio. L'equipaggio originariamente previsto per la missione Sojuz MS-23 è stato riassegnato alla missione Sojuz MS-24.

### Missione originaria
I tre membri dell'equipaggio previsti originariamente sono stati assegnati a maggio 2021. L'astronauta statunitense Loral O'Hara ha sostituito Andrej Fedjaev, come previsto dagli accordi di scambio equipaggio tra le missioni russe Sojuz e le missioni statunitensi Dragon. Questi accordi permettono ad entrambe le nazioni di mantenere la presenza di un astronauta e di un cosmonauta a bordo della stazione spaziale, nel caso in cui non fosse possibile lanciare una Sojuz o una Crew Dragon per lunghi periodi di tempo.

## Equipaggi
| Ruolo               | Equipaggio al lancio | Equipaggio all'atterraggio                                |
| ------------------- | -------------------- | --------------------------------------------------------- |
| Comandante          | Nessuno              | Sergej Prokop'ev, Roscosmos Expedition 68/69 Secondo volo |
| Ingegnere di volo 1 | Nessuno              | Dmitrij Petelin, Roscosmos Expedition 68/69 Primo volo    |
| Ingegnere di volo 2 | Nessuno              | Francisco Rubio, NASA Expedition 68/69 Primo volo         |

### Equipaggio originario principale
| Ruolo               | Equipaggio                                          | Equipaggio                                          |
| ------------------- | --------------------------------------------------- | --------------------------------------------------- |
| Comandante          | Oleg Kononenko, Roscosmos Expedition 69 Quinto volo | Oleg Kononenko, Roscosmos Expedition 69 Quinto volo |
| Ingegnere di volo 1 | Nikolaj Čub, Roscosmos Expedition 69 Primo volo     | Nikolaj Čub, Roscosmos Expedition 69 Primo volo     |
| Ingegnere di volo 2 | Loral O'Hara, NASA Expedition 69 Primo volo         | Loral O'Hara, NASA Expedition 69 Primo volo         |

### Equipaggio originario di riserva
| Ruolo               | Equipaggio                 | Equipaggio                 |
| ------------------- | -------------------------- | -------------------------- |
| Comandante          | Aleksej Ovčinin, Roscosmos | Aleksej Ovčinin, Roscosmos |
| Ingegnere di volo 1 | Oleg Platonov, Roscosmos   | Oleg Platonov, Roscosmos   |
| Ingegnere di volo 2 | Tracy Caldwell Dyson, NASA | Tracy Caldwell Dyson, NASA |